# Louis-Karl Picard-Sioui
Pour les articles homonymes, voir Sioui.
Louis-Karl Picard-Sioui (né en 1976) est un créateur pluridisciplinaire originaire de Wendake au Québec. Il participe activement à la valorisation de la culture et des arts autochtones, et plus particulièrement la culture de la nation Huronne-Wendat.

## Biographie
Louis-Karl Picard-Sioui est membre du clan du Loup du peuple wendat. Depuis son enfance, il est fasciné par la littérature fantastique, puis plus tard il s'intéresse à l’histoire et à la cosmogonie de sa nation. Il complète un baccalauréat en histoire et études autochtones ainsi qu'une maîtrise en anthropologie à l'Université Laval. En plus d'être historien et anthropologue, Louis-Karl Picard-Sioui pratique l’écriture, la performance, la poésie et le commissariat en arts visuels,. Cumulant les activités, cet artiste multidisciplinaire se définit d'abord comme créateur.
En 2004, en tant qu’agent de développement culturel au secteur Culture et Patrimoine de Wendake, il fonde le Cercle d'écriture de Wendake avec le poète wendat Jean Sioui. En 2008, il organise le Carrefour des littératures autochtones et de la francophonie (CILAF), réunissant à Wendake pour la première fois des auteurs autochtones du monde francophone invités à échanger à travers divers ateliers et séances de lecture ouverte au public. À la suite du succès de cette rencontre entre auteurs, la librairie Hannenorak crée en 2011 le Salon du livre des Premières Nations à Wendake. Louis-Karl Picard Sioui s'occupera de la coordination de cet événement annuel dès 2013[réf. souhaitée].
En 2015, il cofonde Kwahiatonhk! (qui signifie « nous écrivons ! » en langue wendat),,. Il devient directeur de ce premier OBNL francophone visant exclusivement à promouvoir et à diffuser la littérature autochtone. À partir de 2015, l'organisme Kwahiatonkh! prend la direction de l’organisation du Salon du livre des Premières Nations à Wendake.
En 2018, le spectacle Bingo Littéraire Kwahiatonhk! dont Louis-Karl Picard-Sioui est le concepteur et l'animateur est présenté dans plusieurs villes au Québec et en Ontario.

## Écrivain
À travers ses écrits, Louis-Karl Picard Sioui présente des histoires contemporaines inspirées des mythes, des symboles et des valeurs de la nation Wendat. C'est sa participation au cercle d’écriture de Wendake en 2004 qui confirmera sa passion pour l’écriture. Il publie ainsi en 2005 son premier roman jeunesse : Yawendara et la forêt des Têtes-Coupées qui sera en nomination pour le prix Ville de Québec / Salon international du livre de Québec (2006) dans la catégorie jeunesse.
En 2007-2008, il participe à l’ouvrage collectif épistolaire Aimititau! Parlons-nous!, dirigé par la poète Laure Morali, rassemblant 29 jeunes auteurs et autrices du Québec et des Premières Nations.
Son poème Le Ciel Pourfendu est adapté en 2009 dans un court-métrage d’animation intitulé The Cloven Sky par Semaphore Films.
En 2011, il écrit Au pied de mon orgueil, son premier recueil de poésie, dans lequel il pose un regard intimiste sur son parcours personnel. Il publie par la suite deux autres recueils de poésie :  De la paix en jachère (2012) et Les grandes absences (2012). En 2011, Picard-Sioui publie un livre intitulé « La femme venue du Ciel » relatant pour la toute première fois dans la langue française le mythe wendat de la Création. Son premier recueil de nouvelles, Chroniques de Kitchike : la grande débarque, publié en 2017, raconte la vie dans une réserve autochtone du Québec, dans une écriture où l'imagination et le prosaïsme côtoient l'ironie.
Il s'intéresse aussi à la dramaturgie. Il écrit de nombreuses pièces pour le théâtre, notamment en collaboration avec les Productions Papu Uass, telles, Les enfants de Yadata, Demis-êtres de Silence, Le Mangeur de Mondes, Perles de Mémoire, Tepashimutau. Avec les Productions Ondinnok et le Nouveau Théâtre expérimental, il conçoit la pièce de théâtre L’enclos de Wabush qui est diffusé sur l'Internet en 2021, avant d'être présenté au théâtre de l'Espace libre en octobre 2022 à Montréal. Cette pièce s'appuie sur son livre Chroniques de Kitchike : la grande débarque.

## Performances
Sa pratique artistique prend aussi forme à travers des prestations de poésie, dans lesquelles il est souvent accompagné d’un musicien traditionnel, et des performances d’art action. Depuis 2007, il présente régulièrement des prestations littéraires dans divers événements, principalement au Canada. Il a aussi occupé le poste de commissaire pour des événements poétiques réunissant des auteurs autochtones, par exemple, lors des soirées Dialogues entre Sauvages de bon sens (2012, Mois de la poésie) ou Paroles indigènes (2010, Festival Québec en toutes lettres). Dans ses performances, il utilise souvent le public pour aborder différents enjeux de l’histoire des Autochtones et réfléchir ainsi à une véritable décolonisation de ce pays[source insuffisante].
En 2008, lors des festivités pour le 400e anniversaire de Québec à l'espace 400e, au bassin Louise, il présente une performance d’art action intitulée « As-tu du sang indien ? ». En 2009, en collaboration avec l’artiste wendat Teharihulen Michel Savard, il crée une performance à l'événement d'oralité et d'art action autochtone « Gépèg : souffles de résistance », à la Filiature de Gatineau.

## Commissariat en arts visuels
Louis-Karl Picard-Sioui travaille pour le Musée Huron-Wendat. Il y coordonne en tant que commissaire l'exposition permanente « Territoires, mémoires, savoirs : au cœur du peuple wendat » pour laquelle il reçoit en 2008 le prix d’Excellence de la Société des musées québécois. En 2009, en collaboration avec Guy Sioui Durand, il est  commissaire de l’exposition « La loi sur les Indiens revisitée » mettant en valeur des artistes autochtones de la relève,. Il participe aussi au commissariat de plusieurs autres expositions au Musée Huron-Wendat, entre autres, sur les artistes Christine Sioui Wawanoloath (Asban, le Pacifique, 2010), Eruoma Awashish (Reliques et passages, 2013) et Zacharie Vincent (Miroir d'un peuple: l'oeuvre et l'héritage de Zacharie Vincent, co-commissariat avec Guy Sioui Durand, 2016)[source insuffisante].

## Œuvres

### Poésie
- Au pied de mon orgueil, Montréal, Mémoire d'encrier, 2011, 77 p. (ISBN 978-2-923713-48-9)

- De la paix en jachère, Wendake, Hannenorak, 2012, 81 p. (ISBN 978-2-923926-04-9)
- Les grandes absences, Montréal, Mémoire d'encrier, 2013, 89 p. (ISBN 978-2-92371-374-8)
- Les visages de la terre, Wendake, Hannenorak, 2019, 84 p. (ISBN 978-2-923-92636-0)

### Nouvelles et contes
- La femme venue du ciel : mythe wendat de la création / Huwennuwanenhs (illustrations de Christine Sioui Wawanoloath), Wendake, Hannenorak, 2016, 59 p. (ISBN 978-2-923-92620-9)
- Chroniques de Kitchike : la grande débarque, Wendake, Hannenorak, 2017, 173 p. (ISBN 978-2-923-92617-9)
  - 2020 : (de) trad. Sonja Finck, Frank Heibert: Der große Absturz. Stories aus Kitchike. Secession, Berlin.
  - 2021 : (version européenne) Kitchike. La Roche-sur-Yon, Éditions Dépaysage.
- « La hache et le Glaive », dans Michel Jean (dir.), Wapke, Montréal, Stanké, 2021 p. 69-86.  (ISBN 9-78276041-279-8)

### Littérature jeunesse
- Yawendara et la forêt des Têtes-Coupées (roman jeunesse), Wendake, Le Loup de gouttière, coll. « Les loups rouges », 2005, 141 p. (ISBN 978-2-89529-107-7)

### Ouvrages collectifs
- « Hannibal-God-Mozilla contre le Grand Vide cosmique », dans Amun (collectif dirigé par Michel Jean), Montréal, Stanké, 2016, 163 p. (ISBN 9782760411944)
  - (de) « Hannibalo-God-Mozilla gegen die große kosmische Leere », dans Amun (traduit en allemand par Michael von Killisch-Horn), Klagenfurt (Autriche), Wieser Verlag, 2020, 120 p. (ISBN 978-3-99029-386-7), p. 43-59
  - (en) « Hannibalo-God-Mozilla Against the Great Cosmic Void », dans Amun : A Gathering of Indigenous Stories (traduit en anglais par Kathryn Gabinet-Kroo), Toronto, Exile Editions, 2020 (ISBN 9781550968774)

### Catalogues d'exposition
- 2016 : Louis-Karl Picard-Sioui et Guy Sioui Durand, Miroir d'un peuple : l'œuvre et l'héritage de Zacharie Vincent / Mirror of a People: the Works and Legacy of Zacharie Vincent, Wendake, Musée Huron-Wendat.
- 2010 : Asban, le Pacifique / Peace-Loving Asban. Wendake, Musée Huron-Wendat, 2010.
- 2009 : Louis-Karl Picard-Sioui (sour la dir.) Territoires, mémoires, savoirs : au cœur du peuple wendat. Wendake, Éditions du CDFM.
- 2009 : Louis-Karl Picard Sioui et Guy Sioui Durand, La Loi sur les Indiens revisitée / The Indian Act Revisited. Wendake, Musée Huron-Wendat.

### Productions et publications théâtrales (sélection)
- 2018 : Bingo littéraire Kwahiatonhk!, idée originale et animation, présenté par Kwahiatonhk!, tournée dans plusieurs villes au Québec et en Ontario.
- 2017 : Hatsihstatoyenhk : hommage littéraire à Yves Sioui Durand, tissage de textes et mise en scène de Louis-Karl Picard-Sioui à partir de textes de  Yves Sioui Durand et des auteurs invités, présenté par Kwahiatonhk! et la Maison de la littérature, dans le cadre du Salon du livre des Premières Nations.
- 2015 :  Murmures et torrents de la Grande Tortue, tissage de textes et mise en scène, salle Multi de la coopérative Méduse, présenté dans le cadre du Festival Québec en toutes lettres et du 81e congrès annuel de PEN International.
- 2014 : Tepashimutau, création collective originale, texte de Louis-Karl Picard-Sioui, Jocelyn Sioui, Marjolaine McKenzie et Émilie Monnet, mise en scène Muriel Miguel, collaboration spéciale de Papu Auass (Wendake), du Spiderwoman Theater (New York City) et du Musée de la Civilisation (Québec).
- 2010 : Perles de Mémoire, texte et mise en scène, Université Laval.
- 2006 : Demi-êtres de Silence, texte Louis Karl-Picard Sioui et mise en scène Marjolaine McKenzie, Université de Laval et Wendake
- 2006 : Randonnée nocturne au cœur de la mémoire, texte et mise en scène, Wendak
- 2006 : Les orphelins de Yadata, texte et mise en scène, cours offert aux enfants autochtones de la région de Québec.

## Prix et honneurs
- 2025 : Nommé membre de l'Ordre des arts et des lettres du Québec[19]
- 2020 : Finaliste au Prix du Gouverneur Général : poésie de langue française, pour Les visages de la terre.
- 2020 : Lauréat du Prix Jean-Noël-Pontbriand.
- 2017 : Lauréat du Prix Reveal en art autochtone de la Fondation Hnatyshyn.
- 2011 : Lauréat du Prix Mérite de la Nation huronne-wendat, catégorie culture, « Pour son exceptionnelle contribution à la Nation huronne-wendat dans le domaine des arts, de la culture et des lettres ».
- 2008 : Lauréat du Prix Excellence 2008 de la Société des musées québécois (Musée Huron-Wendat, pour l'exposition permanente Territoires, mémoires, savoirs).
- 2006 : Finaliste au Prix Ville de Québec / Salon international du livre de Québec 2006, catégorie jeunesse, pour Yawendara et la forêt des Têtes-Coupées.